# Lane Smith
Lane Smith, właśc. Walter Lane Smith (ur. 29 kwietnia 1936 w Memphis, zm. 13 czerwca 2005 w Northridge w stanie Kalifornia) – amerykański aktor.
Studiował aktorstwo z Dustinem Hoffmanem i Alem Pacino. W Stanach Zjednoczonych jest znany z ról Perry’ego White’a w telewizyjnych Nowych przygodach Supermana oraz Richarda Nixona w filmie The Final Days zrealizowanym na podstawie książki Boba Woodwarda i Carla Bernsteina opisującej ostatnie miesiące rządów Nixona, bezpośrednio przed wybuchem afery Watergate.
W Polsce można go było zobaczyć w filmach Mój kuzyn Vinny, w którym wcielił się w postać prokuratora Trottera, i Air America,  w roli senatora Davenporta.
Zmarł w swoim domu na chorobę Lou Gehringa.

## Filmografia
- 1978: Niebieskie kołnierzyki jako Clarence Hill
- 1989: The Final Days jako Richard Nixon
- 1990: Air America jako senator Davenport
- 1992: Fałszywy senator jako Dick Dodge
- 1992: Mój kuzyn Vinny jako Jim Trotter III
- 1992: Potężne Kaczory jako Coach Reilly
- 1992: Zagadka tożsamości
- 1993–1997: Nowe przygody Supermana  jako Perry White
- 1994: Selekcjoner jako Ron Wilson
- 1999: Kto sieje wiatr jako Jeremiah Brown
- 2000: Nazywał się Bagger Vance jako Grantland Rice
- 2003: Coś nie tak jako Frank